# 魔表 (电影)
魔表（Rubiks clock）是1990年一部中国电影，讲述男孩康博思因一个不明飞行物碎片所变的魔力表将他变成一个大小伙子后发生的故事。

## 演员
张小童（大康博思）
金佳（小康博思）
德先（麻经理）
马迎春（康父）
朱文莉（于倩）
陆雅楠（麻雀）